# 십악 (불교)
10악(十惡) 또는 10악죄(十惡罪)는 몸[身] · 말[語] · 뜻[意, 마음]으로 짓는 다음의 10가지 종류의 악업(惡業)들을 말한다. 10악을 10불선행(十不善行) 또는 신삼구사의삼(身三口四意三)이라고도 한다. 10행(十行)이라고도 한다.
불교에서 악(惡)은 불선(不善)이라고도 하는데, 현세나 내세에 자기와 남에게 좋지 않은 결과를 가져올 성질을 가진 법(法)을 말한다. 또는 '평화롭지 않음[不安隱]'을 본질적 성질로 하여 현세나 내세를 좋지 않게 만드는 작용을 하는 어둠의 성질의 법(法)을 말한다. 따라서, 악업(惡業)이란 인과법에 따라 반드시 현세나 내세에 자기와 남에게 좋지 않은 결과를 초래할 행위들을 말한다.
1. 신3(身三): 몸[身]으로 짓는 3가지 악업
  1. 살생(殺生): 의도적으로 살아있는 중생을 죽이는 행동.
  2. 투도(偸盜): 도둑질/사기/횡령
  3. 사음(邪婬): 애인/배우자 이외의 사람과 부정한 성교행위.
2. 구4(口四): 말[口]로 짓는 4가지 악업
  1. 망어(妄語): 누군가를 속일 목적으로 행해지는 거짓말.
  2. 양설(兩舌): 이간질/고자질, 불필요한 참견
  3. 악구(惡口): 괴롭힘/따돌림, 욕설/비방/모욕, 악성댓글
  4. 기어(綺語): 도리에 어긋나며 진실과는 거리가 먼 교묘하게 날조/꾸며진 말.
3. 의3(意三): 뜻[意, 마음]으로 짓는 3가지 악업
  1. 탐욕(貪欲): 어리석음과 비현실성을 바탕으로 욕심내는 것, 정당한 소유자가 나에게 주지도 않은 재산/물건을 취득하려는 행동.
  2. 진에(瞋恚): 본인의 생각/견해와 일치하지 않다고 해서 타인에게 분노를 표출.
  3. 부정견(不正見): 특히 인과법(특정한 사건에서 원인과 결과)을 부정하는 생각.

## 같이 보기
- 계(戒)
- 율(律)
- 묘(妙)
- 5계(五戒)
- 10선(十善)
- 5악(五惡)
- 10악(十惡)

## 참고 문헌
- 곽철환 (2003). 《시공 불교사전》. 시공사 / 네이버 지식백과. |title=에 외부 링크가 있음 (도움말)
- 구나발타라(求那跋陀羅) 한역 (K.650, T.99). 《잡아함경(雜阿含經)》. 한글대장경 검색시스템 - 전자불전연구소 / 동국역경원. K.650(18-707), T.99(2-1). |title=에 외부 링크가 있음 (도움말)
- 안혜 지음, 지바하라 한역, 조환기 번역 (K.619, T.1613). 《대승광오온론》. 한글대장경 검색시스템 - 전자불전연구소 / 동국역경원. K.619(17-641), T.1613(31-850). |title=에 외부 링크가 있음 (도움말)
- 운허.  동국역경원 편집, 편집. 《불교 사전》. |title=에 외부 링크가 있음 (도움말)
- (중국어) 구나발타라(求那跋陀羅) 한역 (T.99). 《잡아함경(雜阿含經)》. 대정신수대장경. T2, No. 99, CBETA. |title=에 외부 링크가 있음 (도움말)
- (중국어) 안혜 조, 지바하라 한역 (T.1613). 《대승광오온론(大乘廣五蘊論)》. 대정신수대장경. T31, No. 1613, CBETA. |title=에 외부 링크가 있음 (도움말)
- (중국어) 星雲. 《佛光大辭典(불광대사전)》 3판. |title=에 외부 링크가 있음 (도움말)